# William (5e comte de Ross)
Pour les articles homonymes, voir William.
William (III) comte de Ross (mort à Delny le 9 février 1372) fut le 5e comte de Ross de 1333 à 1372.

## Biographie
William (III)  5e comte de Ross est le fils ainé et successeur de Hugues et de sa première épouse Maud Bruce sœur du roi Robert Ier Bruce. Selon la tradition lors de la mort de son père William (III) se trouve en exil pour une raison inconnue en Norvège et il n'accède ou gouvernement du comté de Ross que le 17 mai 1336. Trois ans plus tard il joue une role essentiel aux côtés de Andrew Murray de Bothwell lors de la reprise de Perth aux anglais
Il s'assure de la personne d roi David II d'Écosse en octobre 1346, lorsque ce dernier se présente à Perth afin de rassembler ses troupes en vue d'une invasion de l'Angleterre et c'est à cette occasion qu'il fait assassiner au prieuré d'Elcho, Raghnall Mac Ruaidhrí chef du Clan MacRuari, capitaine du contingent des Hébrides, auquel l'opposait une faide pour le contrôle de terres en Kintail. William (III) et ses hommes quittent ensuite l'armée royale. Lors de la libération du roi après sa captivité qui fait suite à sa défaite à la bataille de Neville's Cross William III  est désigné come otage en 1358 en garantie de la paiement de la rançon mais il met peu d'empressement à quitter l'Écosse car il est présente aux Parlements des 12 novembre 1358 et 26 octobre 1359. Pendant la décennie 1360 il est l'une des plus puissantes personnalités du nord du royaume avec Robert Stuart le 7e Grand Steward d'Écosse. Du fait de son union avec dispense le 25 mai 1342 avec  Marie, une fille d'Angus Og MacDonald, le seigneur des Îles, qui fait de lui un membre  de ce que l'on peut considérer comme un « parti des highlands » opposé au roi.
Dans les années suivantes il va payer le prix fort pour son opposition au souverain. En effet à partir de 1350 il se fait assister dans la gestion de son comté et de ses domaines par son demi-frère Hugues de Balnagown, et après la mort prématurée de son seul fils et héritier William (né vers 1350 mort après 1357) il veut faire de Hugues son héritier. Cependant le roi David II , avait, contre la volonté de son père, « arrangé » avant le 13 septembre 1365 le mariage de sa fille ainée Euphémie avec Sir Walter (mort le 27 février 1382), fils de Andrew Leslie, un des chefs du parti favorable au roi. En 1370 il contraint  William III à résigner son comté et sa seigneurie de Skye en faveur de la couronne. Ses domaines ne lui sont restitués qu'à la condition qu'il en assure la succession à Leslie et à son épouse. Lors de l'accession au trône de Robert II d'Écosse en 1371 William III adresse une plainte détaillée au nouveau roi pour se plaindre des « actes d'oppression  » dont il a été victime, mais le roi Robert refuse d'intervenir. William meurt à Delny le 9 février 1372 et il est sans doute inhumé à Fearn, dont il avait faire rebâtir l'abbaye. Il a comme successeurs comme comtesse de  suo jure sa fille Euphémie Ire de Ross.

## Postérité
William (III) épouse 25 mai 1342 avec  Marie, fille d'Angus Og MacDonald seigneur des Îles dont
- Euphémie Ire de Ross épouse sir Walter Leslie (mort le 27 février 1382),  puis en secondes noces,  Alexandre Stuart  connu sous le surnom de  « Loup de Badenoch ».
- Janet Ross épouse Alexandre Fraser
- William (né vers 1350 mort peu après 1357)

## Sources
- (en)  John L. Roberts  Lost Kingdoms. Celtic Scotland and the Middle Ages Edinburgh Univesity Press (Edinburgh 1997)  (ISBN 0748609105).
- (en) R. W. Munro and Jean Munro  « William of Ross, second earl of Ross (d. 1274),  dans Ross family (per. c.1215–c.1415) », Oxford Dictionary of National Biography, Oxford University Press, 2004
- (en)  Michael Brown The Wars of Scotland 1214~1371 The New Edinburgh History of Scotland IV. Edinburgh University Press, (Edinburgh 2004)  (ISBN 0748612386) p. 239, 243, 246-249, 251, 268, 270-271, 273, 320, 329, 333.